# SM UB-36
SM UB-36 – niemiecki jednokadłubowy okręt podwodny typu UB II w stoczni Blohm & Voss w Hamburgu w latach 1915-1916. Zwodowany 15 stycznia 1916 roku, wszedł do służby w Kaiserliche Marine 22 maja 1916 roku. W czasie swojej służby, SM UB-36 odbył 12 patroli, podczas których zatopił 7 jednostek nieprzyjaciela. 

## Budowa
SM UB-36 należał do typu UBII, który był następcą typu UB I. Był średnim jednokadłubowym okrętem przeznaczonymi do działań przybrzeżnych, o prostej konstrukcji, długości 36,90 metrów, wyporności w zanurzeniu 274 BRT, zasięgu 7030 Mm przy prędkości 5 węzłów na powierzchni oraz 45 Mm przy prędkości 4 węzły w zanurzeniu. W typie UBII poprawiono i zmodernizowano wiele rozwiązań, uważanych za wadliwe w typie UBI. Zwiększono moc silników, zaś pojedynczy wał napędowy zastąpiono dwoma. Okręty serii od UB-30 do UB-41, budowane w stoczni Blohm & Voss w Hamburgu, miały zwiększoną szerokość i długość, ich wyporność w zanurzeniu wzrosła do 303 BRT.

## Służba
Dowódcą okrętu został 22 maja 1916 roku mianowany Oberleutnant zur See Kurt Albrecht. Albrecht dowodził okrętem do 12 grudnia 1916 roku. 26 czerwca jednostka został przydzielona do Flotylli Bałtyckiej i operowała na Morzu Bałtyckim. 
Pierwszym zatopionym przez UB-36 statkiem był należący do armatora A.P. Elfving, Länna-Sztokholm, zbudowany w 1866 roku szwedzki żaglowiec „Anna” o pojemności 172 BRT. 30 lipca 1916 roku statek został zatrzymany i zatopiony ogniem z broni pokładowej u wejścia do protu Rauma w wybrzeży Finlandii. Tego samego dnia
UB-36 zatrzymał i wziął jako pryz szwedzki parowiec „Pitea” o pojemności 644 BRT. 1 sierpnia UB-36 zatopił kolejne dwa statki płynące do portu w Rauma. Pierwszym był szwedzki parowiec „Hudisvall” o pojemności 481 BRT, a drugim fiński „Pehr Brahe” o pojemności 499 BRT.
13 grudnia 1916 Albrecht został zastąpiony przez Oberleutnant zur See Haralda von Keyserlingka. 23 lutego 1917 roku okręt został przeniesiony do Flotylli Flandria. Operował w obszarze kanału Morza Północnego, La Manche, północnych wybrzeży Francji oraz Morza Celtyckiego.
18 kwietnia 1917 roku dowodzony przez Haralda von Keyserlingka UB-36 zatrzymał i zajął jako pryz płynący z Holandii do Londynu norweski parowiec „Avance” o pojemności 644 BRT. 1 kwietnia operując u południowych wybrzeży Bretanii w okolicach Audierne UB-36 zatopił dwa francuskie kutry rybackie. 16 kwietnia w okolicach przylądka Gris Nez na Côte d'Opale, Pas-de-Calais UB-36 zatrzymał i zatopił dwa brytyjskie statki: żaglowiec „Rochester Castlee” o pojemności 102 BRT oraz parowiec „Marden” o pojemności 297 BRT.
9 maja 1917 roku, w czasie wychodzenia z Zeebrugge na kolejny patrol UB-36 wszedł na minę. Nikt z załogi nie przeżył.
W czasie swojej służby UB-36 odbył 12 patroli, zatopił 7 statków nieprzyjaciela o łącznej pojemności 1584 BRT, uszkodził 2 statki zajął jako pryz (917 BRT).